# دالانو
دالانو مسیرهای تازه ای می‌باشد‌‌‌‌‌‌‌که در میان صخره‌های سخت‌‌گذر رشته کوه‌ها جهت عبور کوهنوردان کشف می‌شود. دالانوها را اغلب اوقات در رود خانه‌های یخی (گلیشیر) که از یخچال‌های مرتفع سرچشمه می‌گیرد و به دره‌ها سرازیر می‌شوند یافت می‌شود. .غالب سلسله جبال‌های مهم دنیا‌،دارای رودخانه‌های یخی عظیمی هستند. طول رودخانه یخی آلیش در آلپ ۳۵ کیلومتر و ضخامت آن حدود۳۰۰ متر است ترکیب ‌و ساخت یک گلیشیر را در ذیل به شرح آن می‌پردازیم. 

## گلیشیر خشک
در تابستان، برف قسمت پایین رودخانه‌ی یخی آب می‌شود و سطح یخ آن‌را آشکار میسازد این قسمت از گلیشیر اگر شیب زیادی نداشته باشد مطمئن‌ترین قسمت است. زیرا با آب شدن بخشی از یخ و برف روی آن ،شکاف‌های یخی گلیشیر معلوم می‌شود بنابراین خطر سقوط وجود ندارد. در بعضی قسمت‌ها برف روی گلیشیر را می‌پوشاند و شکاف‌ها معلوم نمی‌شوند .

## گلیشیر آویزان
بخشی از رودخانه یخی است که روی جبهه‌های شیب‌دار و بالای جبهه‌های صخره ای قرار دارد که منبع بهمن‌ها بشمار میرود و هر لحظه خطر سقوط آنها وجود دارد.

## دالانوها
در اثر حرکت گلیشیر، ترک خوردگی و دالانوهای  به وجود میاید. بعضی از این دالانوها  قابل عبور هستند‌‌اما‌‌‌‌‌‌‌‌ ‌‌‌‌از‌‌‌‌‌‌‌‌‌‌برخی دیگر به کمک پلکان مخصوص کوهنوردی می توان‌گذشت . ابتدائ گلیشیر که از کوه جدا می‌شود ری ما  یا برگ‌شروند نامیده میشود.
مخروطی‌های گلیشیر:
ستون‌ها یا برج‌های یخی افراشته ای است که هر آن در اثر حرکت گلیشیر گرما، احتمال سقوط آن‌ها وجود دارد و‌یکی از خطرات بالقوه در هیمالیا است .

## یخشار
یخشار یا آبشار یخی قسمتی از گلشیر است که در نتیجهٔ حرکت در شیب تند به وجود می‌آید‌. ترکیبی است‌از‌برج‌ها و شکاف‌های یخی و توده‌های بی شکلِ متراکم یخ و برف . یخشارها‌‌‌کم طول و بی خطر هستند ولی اگرطولانی(مانند یخشار خومبو در هیمالیا )‌باشد. بسیار خطرناک هستند و باید در صورت امکان از کنار آن‌ها جایی که گلشیر‌‌بسترهای سنگی و شنی در اطراف و پایین خود ایجاد می‌کند.

## دماغه
انتهای گلشیر را دماغه‌ گلشیر می نامندو‌به‌خاطر‌شکاف‌های  بزرگِ آن عبور از آن‌ها مشکل‌است.زیردماغه‌گلشیر‌توده‌های متراکم سنگ و شن است که رودخانه ازآن‌جابیرون‌می‌زند و راه رفتن از روی آن بسیار مشکل است.